# Пау (провінція Ористано)
Пау (італ. Pau, сард. Pau) — муніципалітет в Італії, у регіоні Сардинія, провінція Ористано.
Пау розташоване на відстані близько 390 км на південний захід від Рима, 75 км на північний захід від Кальярі, 22 км на південний схід від Ористано.
Населення — 314 осіб (2014).
Щорічний фестиваль відбувається 23 квітня. Покровитель — святий Юрій.

## Демографія
Населення за роками:

Станом на 1 січня 2023 року в муніципалітеті офіційно проживало 8 іноземців з 4 країн, серед них 6 громадян країн Євросоюзу.

## Сусідні муніципалітети
- Алес
- Пальмас-Арбореа
- Санта-Джуста
- Вілла-Верде